# S.U.S.
"S.U.S." je pjesma azerbajdžanska pjevačice Ajgjun Kazimova. Objavljena je 27. rujna 2017. godine kao prvi i najavni singl s njezina albuma Duy.

## Popis pjesama
Digitalno preuzimanje
1. "S.U.S." - 3:52[4]
2. "S.U.S. (Remake Version)" - 4:06[5]

## Videospot
Redatelj glazbenog videa za ovu pjesmu je bio Nestan Sinjikashvili. 

## Ljestvice
| Ljestvice                  | Najviša pozicija |
| -------------------------- | ---------------- |
| iTunes Azerbajdžan Top 200 | 1                |
| iTunes Turska Top 200      | 137              |

## Povijest objavljivanja
| Država | Datum           | Format                  |
| ------ | --------------- | ----------------------- |
| Svijet | 27. rujna 2017. | preko službene stranice |